# Hospiz zu Charenton

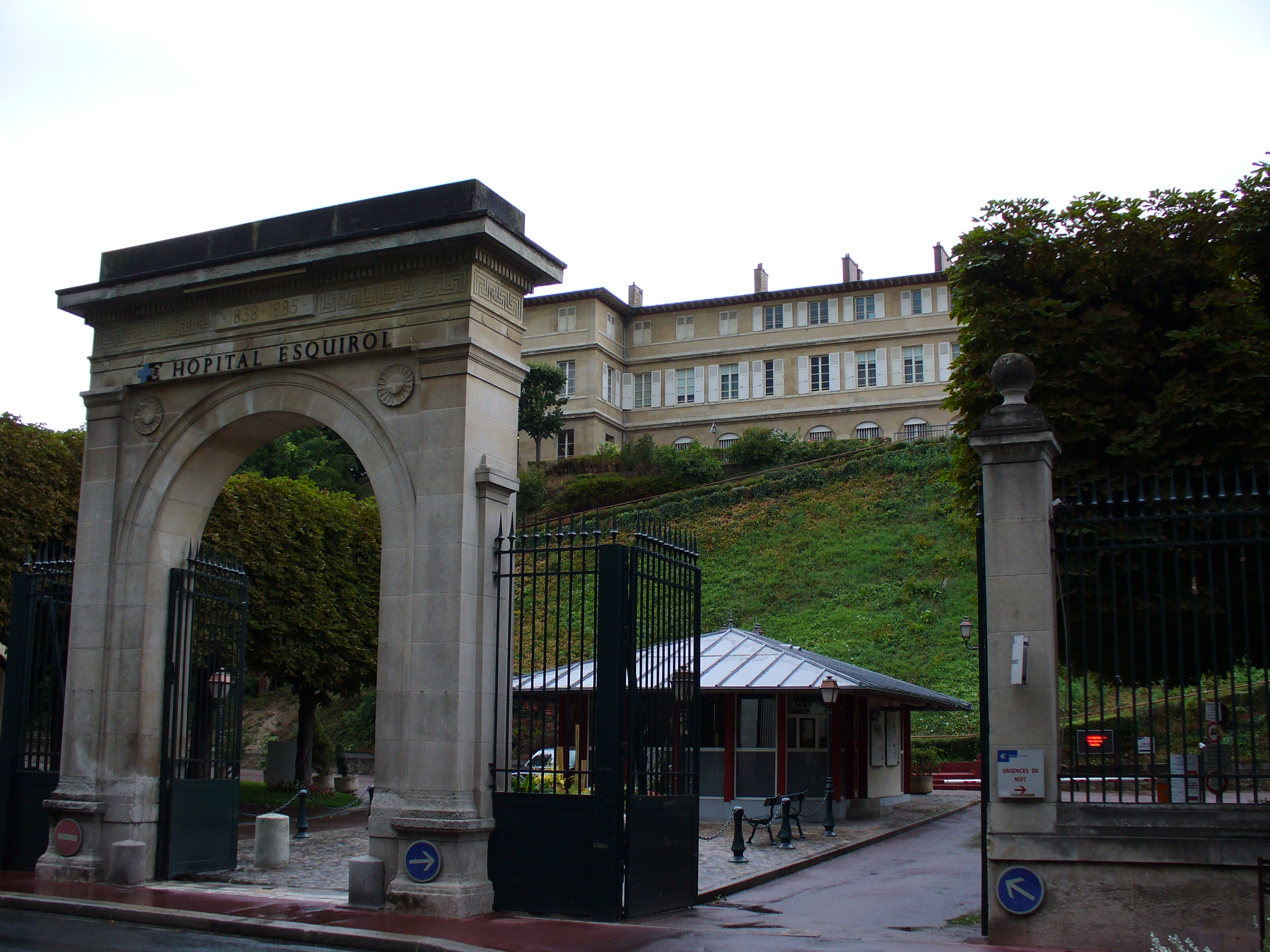
Heutiges Eingangstor zur Klinik

Das Hospiz zu Charenton (Hôpital Esquirol, früher La Maison royale de [santé à] Charenton) ist eine am 10. Mai 1645 von den Barmherzigen Brüdern in Charenton-le-Pont gegründete Krankenhauseinrichtung in Saint-Maurice bei Paris. Das Hospiz wurde benannt nach dem 1795 geschlossenen vorkarolingischen Kloster Charenton. Die Einrichtung wurde bekannt dafür, neben den üblicherweise „armen Kranken“ und Epileptikern auch die Irren aufzunehmen, die unter staatlicher Internierung standen, also die geschlossen Untergebrachten.
Unter den berühmten Insassen der Anstalt finden sich der Komponist Jean-Joseph Mouret, der Abenteurer Henri Masers de Latude, der Musiker Jérôme-Joseph de Momigny, der Karikaturist André Gill, der Mathematiker André Bloch, der Dichter Paul Verlaine und der Marquis de Sade sowie der Maler László Paál.
Es ist Schauplatz des Stücks Die Verfolgung und Ermordung Jean Paul Marats dargestellt durch die Schauspielgruppe des Hospizes zu Charenton unter Anleitung des Herrn de Sade von Peter Weiss.